# Немчинов, Борис Иванович
Борис Иванович Немчинов (6 мая 1936 — 29 апреля 2003, Нижний Новгород) — советский хоккеист, нападающий. Мастер спорта СССР (1961).

## Биография
Начинал играть в горьковской «Красной Этне».
Перед сезоном 1955/56 был приглашён в горьковское «Торпедо».
Затем был призван в армию и оказался в команде по хоккею с мячом ЦСК МО.
Девять сезонов (1957/58 — 1965/66) отыграл в «Торпедо» в чемпионате СССР. В ноябре 1962 года за демонстративный отказ играть на турнире на приз газеты «Советский спорт» был обвинен в грубом нарушении спортивной дисциплины, постановлением Президиума Центрального совета Союза спортивных обществ и организаций СССР лишен звания мастера спорта СССР, дисквалифицирован на один год.
Выступал в низших лигах за «Дизелист» Пенза (1966/67, играющий тренер — 1967/68, капитан команды), «Каучук» Омск (1968/69 — 1969/70), «Водник» Тюмень (1970/71)
Серебряный призёр чемпионата 1960/61. Финалист Кубка СССР 1961. Лучший снайпер «Торпедо» (1963, 1964, 1965, 1969).
Скончался 29 апреля 2003 года. Похоронен на кладбище «Красная Этна» (Нижний Новгород).